# Scanner Cop – A zsaru, aki előtt nincs titok
A Scanner Cop – A zsaru, aki előtt nincs titok (eredeti cím: Scanner Cop) egy 1994-ben készült kanadai-német horrorfilm, az Agyfürkészők-sorozat negyedik része. A filmet az előző részek producere, Pierre David rendezte, a forgatókönyvet szintén David írta George Saunders és John Bryant közreműködésével. A film egy rendőrről szól, aki rendelkezik az agyfürkészek képességeivel, ezt pedig a bűnüldözés szolgálatába állítja. A főszereplők közt megtalálható Daniel Quinn, Darlanne Fluegel, Richard Grove és Mark Rolston.
A filmet Németországban 1994 májusában, az Amerikai Egyesült Államokban pedig 1994. július 27-én jelent meg házimozis forgalmazásban. Magyarországon az HBO mutatta be.

## Cselekmény
Az ifjú Samuel Staziek rendkívüli képességgel születik: olvasni tud mások gondolataiban és akár manipulálni is tudja őket. Képességeit agyfürkész apjától örökölte, akit azonban megőrjítettek a képességei, ezért lelőtték. A fiút Pete Harrigan nyomozó fogadja örökbe, Sam pedig úgy dönt sose fogja használni képességeit.
15 évvel később Harrigan már a los angelesi rendőrség vezetője, Sam pedig ugyanitt dolgozik újoncként. Hamarosan azonban rendőrgyilkosságok sorozata rázza meg a várost, amit egy pszichiáter által vezetett szekta agymosott tagjai követnek el. Sam ekkor mégis úgy dönt, hogy használni kezdi képességeit és végére jár az ügynek.

## Szereplők
| Színész                | Szerep                  | Magyar hang        |
| ---------------------- | ----------------------- | ------------------ |
| Daniel Quinn           | Samuel Staziak          | Stohl András       |
| Darlanne Fluegel       | Dr. Joan Alden          | Vándor Éva         |
| Richard Grove          | Peter Harrigan őrmester | Ujlaki Dénes       |
| Mark Rolston           | Harry Brown hadnagy     | Beregi Péter       |
| Richard Lynch          | Karl Glock              | Kristóf Tibor      |
| Hilary Shepard         | Zena                    | Menszátor Magdolna |
| James Horan            | Melvin                  | Kautzky Armand     |
| Gary Hudson            | Damon Pratt             | Várkonyi András    |
| Cyndi Pass             | Sarah Kopek             | Dudás Eszter       |
| Luca Bercovici         | Dr. Krench              | Balázsi Gyula      |
| Christopher Kriesa     | Riley                   | Szélyes Imre       |
| Savannah Smith Boucher | Margaret Harrigan       | Zsolnai Júlia      |
| Ben Reed               | Rick Kopek              | Faragó József      |
| Brion James            | Dr. Hampton             | Velenczey István   |
| Elan Rothschild        | Samuel fiatalon         | Gerő Gábor         |
| W. Duane Tucker        | Kim                     | nem szólal meg     |
| Fred Mata              | Grocer                  |                    |
| Dennis Redfield        | West rendőr             |                    |
| James Staszkiel        | Bob                     |                    |
| James Staszkiel        | Jerry                   | Csuja Imre         |
| Thomas Ritz            | Fitch rendőr            |                    |
| Craig Hamann           | Gorman rendőr           |                    |
| Starr Andreeff         | Glenda                  | Hirling Judit      |
| Wayne Grace            | Dooley rendőr           | Kárpáti Tibor      |
| Howard S. Miller       | Marvin Jones            | Salinger Gábor     |
| Kurt Anderson          | Ross rendőr             |                    |
| Darren Dalton          | Longo rendőr            |                    |
| Patrick Gorman         | Patológus               |                    |